# 福井市橘曙覧記念文学館
橘曙覧記念文学館（たちばなあけみきねんぶんがくかん）は、福井県福井市足羽にある福井市立の文学館。

## 概要
江戸時代末期に活躍した福井市生まれの歌人で国学者の橘曙覧の顕彰を主たる目的として開かれた施設。曙覧が隠棲した「黄金舎（こがねのや）」および松平春嶽命名の料亭「五嶽楼」跡地に2000年4月オープンした。

## 館内施設
- 「藁屋」復原コーナー - 37歳以降居住した居「藁屋」一部の推定復元
- 第1展示室 - 企画展示室
- 第2展示室 - 常設展示室、曙覧の生涯と作品を紹介
- 「曙覧の世界　独楽吟人形」 - 石井美千子の人形作品を使用したジオラマによって独楽吟の風景を現す
- 図書閲覧室
- パソコンコーナー
- 映像コーナー
- 五嶽テラス
- 庭園内
- 会議室

## 利用情報
- 開館時間 - 9:00～17:15 （入館は16:45まで）
- 休館日 - 年末年始ほか不定期

## 交通アクセス
- 北陸新幹線・ハピラインふくい線・えちぜん鉄道勝山永平寺線 福井駅より
  - 京福バス
    - 70系統（運動公園線 道守高校先回り）、72・74系統（清水グリーンライン）「久保町」下車、徒歩約2分。路線ごとに乗降場所が異なる。
    - すまいるバス西ルート（照手・足羽方面）「愛宕坂」下車、徒歩約1分。但し往路は上記路線比で非常に迂回となる。

  - タクシーで約5分
- 福井鉄道福武線 足羽山公園口駅下車、徒歩10分
- E8 北陸自動車道 福井ICより車で15分

## 周辺
- 愛宕坂（愛宕坂茶道美術館、橘曙覧記念文学館）
- 百段坂
- 足羽山（足羽神社、福井市自然史博物館）
- 福井市水道記念館
- 左内公園（橋本左内の墓）